# Daluo (köpinghuvudort i Kina, Heilongjiang Sheng, lat 46,62, long 127,57)
Daluo (kinesiska: 大罗, 大罗镇) är en köpinghuvudort i Kina. Den ligger i provinsen Heilongjiang, i den nordöstra delen av landet, omkring 120 kilometer nordost om provinshuvudstaden Harbin. Antalet invånare är 22 607. Befolkningen består av 11 065 kvinnor och 11 542 män. Barn under 15 år utgör 14,0 %, vuxna 15-64 år 79 %, och äldre över 65 år 6,0 %.
Runt Daluo är det ganska tätbefolkat, med 185 invånare per kvadratkilometer. Närmaste större samhälle är Xinsheng, 18,3 km nordost om Daluo. I omgivningarna runt Daluo växer i huvudsak lövfällande lövskog.
Genomsnittlig årsnederbörd är 915 millimeter. Den regnigaste månaden är juli, med i genomsnitt 219 mm nederbörd, och den torraste är januari, med 9 mm nederbörd.